# لیمله
لیمله (به هلندی: Lemele) یک منطقهٔ مسکونی در هلند است که در اومن واقع شده‌است. لیمله ۹۵۶ نفر جمعیت دارد.